# Rettenbachferner
Der Rettenbachferner (auch Rettenbachgletscher) ist ein Gletscher im Tiroler Ötztal (Österreich), der sowohl durch mehrere Seilbahnanlagen für den Wintersport sowie eine Mautstraße als auch durch gastronomische Infrastruktur inklusive Tribünenanlage erschlossen ist.

## Lage und Landschaft
Der Gletscher liegt westlich oberhalb von Sölden, am Grat zum Pitztal, nördlich der Inneren Schwarzen Schneid (3367 m ü. A.) und des am Tiefenbachferner gelegenen Tiefenbachkogels (3307 m ü. A.) sowie westlich des Gaislachkogels (3058 m ü. A.) – den Hauptbergen des Skigebiets von Sölden.
Er zieht sich von der Inneren Schwarzen Schneid, beziehungsweise dem nördlich davon gelegenen Rettenbachjoch (2990 m, dem Pitztalübergang), bis auf eine Höhe von etwa 2900 Meter hinab. Der Gletscher erreicht derzeit noch eine Länge von etwa einem Kilometer und eine Breite von etwa einem dreiviertel Kilometer. Wie bei der überwiegenden Zahl der österreichischen Gletscher ist seine Ausdehnung seit mehreren Jahren rückläufig, das ist auch der Grund, weshalb die Betreiber des Schigebietes jeweils in den Sommermonaten „Geländekorrekturen“ vornehmen. Besonders davon betroffen ist die so genannte Weltcuppiste, deren Zielbereich sich auf rund 2.670 Meter Höhe befindet. Diese, als „Sanierung“ deklarierten Maßnahmen des Steilhanges stoßen vermehrt auf Unverständnis bei Umweltverbänden, in der Bevölkerung, aber auch Politik und Skisportlern selbst.

## Klima/Gletscherehe
Wie alle Alpengletscher ist auch der Rettenbachferner von den Folgen der Klimakrise betroffen. Die globale Erwärmung sorgt für eine substanzielle Gletscherschmelze. Im Zeitverlauf wird der Gletscherhang dadurch von Jahr zu Jahr stetig steiler. Der US-amerikanische Skiprofi Ted Ligety beschrieb bei seinem Eintreffen in Sölden im Jahr 2018 die mittlerweile großflächig gletscherfreien Berge als „Mondlandschaft“. Die längst installierte Beschneiungsanlage und das großflächige Abdecken der Oberfläche mittels Kunststoffplanen während der Sommermonate sind nicht in der Lage, den natürlichen Gletscherrückgang zu stoppen. Dies ist auch der Grund, warum die Betreiber einen Zusammenschluss mit dem Pitztaler Gletscher ins Auge gefasst haben – gilt die dazwischenliegende Fläche doch noch als schneesicher, was den damaligen Obmann des Ötztal-Tourismus, Bernhard Riml, dazu veranlasst hat, zu meinen, diese so genannte „Gletscherehe“ sei die „Versicherung gegen den Klimawandel“. 2019 wurde ein dementsprechendes Projekt beim Amt der Tiroler Landesregierung eingereicht. Nach Protesten aus der Bevölkerung, unter anderem mittels einer Petition mit 160.000 Unterstützern, wurde das Vorhaben 2022 wieder zurückgezogen. 2023 wurden drei Gemeindemandatare wegen Wahlkartenbetruges, die sie im Rahmen einer Volksbefragung, die knapp gegen die „Gletscherehe“ ausgefallen war, begangen hatten, verurteilt. Sie hatten unter den Namen von 17 Bürgern für das umstrittene Projekt gestimmt.

## Erschließung
Die zerstreuten Häuser im Skigebiet rund um den Gletscher bilden den Ortsteil Rettenbachferner der Gemeinde Sölden, von wo der Rosi-Mittermaier-Tunnel zum benachbarten Tiefenbachgletscher führt.
Im Winter sind der Rettenbachferner sowie das am Tiefenbachferner bis in eine Höhe von 3244 m reichende Skigebiet mit Seilbahnen und ganzjährig meist auch mit dem Auto über die Ötztaler Gletscherstraße von Sölden aus erreichbar. 1998 wurde dazu das Skigebiet Hochsölden mittels Liftanlagen mit dem Rettenbachgletscher verbunden.
Jedes Jahr im Herbst wird auf dem Rettenbachferner mit je einem Riesenslalom für die Damen und einem für die Herren die alpine Skiweltcup-Saison eröffnet. Auch Radrundfahrten führen mitunter zum Rettenbachferner. In den Jahren 2005 und 2007 war er Etappenzielort der Deutschlandtour der Radprofis.
Des Weiteren dient der Gletscher auch als Schauplatz für Freiluft-Theater und zahlreiche andere touristische Events der Urlaubsregion Sölden/Hochsölden.

## Abstürze
14. November 2004: Das Steuerseil der Schwarze-Schneid-Bahn 2 geriet durch eine vom Wind verursachte Eigenschwingung ins Tragseil, verfing sich dort und stoppte den Lift. Beim Anfahren des Notbetriebs ohne vorherige Sichtkontrolle riss das Steuerseil und brachte eine leere Gondel zum Absturz. Mehr als 100 Passagiere mussten bis zu acht Stunden bei minus 15 Grad Celsius ausharren, ehe sie geborgen werden konnten.
5. September 2005: Ein Transporthubschrauber verlor einen 750 Kilogramm schweren Betonkübel und traf die Schwarze-Schneid-Bahn 1. Er riss eine Gondel in die Tiefe. Aus einer zweiten wurden durch die Schwingungen des Seils sechs Skifahrer geschleudert. Neun Wintersportler aus Baden-Württemberg und Bayern starben, u. a. der Vater von Thomas Dreßen. Unter den Toten befanden sich auch sechs Kinder im Alter zwischen zwölf bis 14 Jahren. Neun weitere Personen wurden zum Teil schwer verletzt.

## Alpiner Skiweltcup
Im Oktober 1993 wurden erstmals Weltcup-Riesenslaloms auf dem Rettenbachferner ausgetragen. Seit der Saison 2000/01 findet der Auftakt zum Alpinen Skiweltcup jährlich am Rettenbachgletscher statt, siehe Alpiner Skiweltcup in Sölden.